# ساندر فان غويسل
ساندر فان غويسل (بالهولندية: Sander van Gessel)‏ (4 نوفمبر 1976 في لايدسخيندام في هولندا – )؛ هو لاعب كرة قدم كان يلعب كمدافع.

## وصلات خارجية
- ساندر فان غويسل على موقع رابطة كرة القدم اليابانية للمحترفين (اليابانية)
- ساندر فان غويسل على موقع قاعدة بيانات كرة القدم.إي يو (الإنجليزية)
- ساندر فان غويسل على موقع Soccerway.com (الإنجليزية)
- ساندر فان غويسل على موقع عالم كرة القدم.نت (الإنجليزية)